# ASV Landau
ASV Landau – niemiecki klub piłkarski, grający obecnie w Bezirksklasse Vorderpfalz-Süd (odpowiednik dziewiątej ligi), mający siedzibę w mieście Landau in der Pfalz, leżącym w Nadrenii-Palatynacie.

## Historia
- 16.04.1946 – został założony jako ASV Landau

## Sukcesy
- 3 sezony w Oberlidze Südwest (1. poziom): 1949/50-1950/51 i 1953/54.
- 8 sezonów w 2. Oberlidze Südwest (2. poziom): 1951/52-52/53 i 1954/55-59/60.
- 6 sezonów w Regionallidze Südwest (2. poziom): 1963/64 i 1969/70-73/74.
- 12 sezonów w Amateurlidze Südwest (3. poziom): 1960/61-1962/63, 1964/65-68/69 i 1974/75-77/78.
- 10 sezonów w Verbandslidze Südwest (4. poziom): 1978/79 i 1982/83-90/91.
- mistrz 2. Oberliga Südwest (2. poziom): 1953 (awans do Oberligi Südwest)
- mistrz Amateurliga Südwest (3. poziom): 1963 i 1969 (awanse do Regionalligi Südwest)
- mistrz Bezirksliga Vorderpfalz (5. poziom): 1982 (awans do Verbandsligi Südwest)
- mistrz Landesliga Südwest Gruppe Ost (6. poziom): 1994 (awans do Verbandsligi Südwest)